# Antonio Buzzolla
Antonio Buzzolla (Adria, 2 marzo 1815 – Venezia, 20 marzo 1871) è stato un compositore, direttore di coro e direttore d'orchestra italiano.

## Biografia
Nato in una famiglia di musicisti (il padre Angelo era Maestro di cappella presso il duomo di Adria), compì gli studi a Venezia dove, nel 1831, entrò a far parte dell'orchestra del Gran Teatro La Fenice come primo flauto e poi violino di fila. Iniziò ben presto a comporre opere e melodrammi: il 3 dicembre 1836 il suo primo lavoro, l'opera semiseria Il Ferramondo, venne rappresentato al Teatro San Benedetto, quindi replicata a Trieste e Mantova. Ottenuta così una certa notorietà, l'anno successivo si recò a Napoli, nel Conservatorio di San Pietro a Majella per perfezionarsi al pianoforte sotto la guida di Gaetano Donizetti e Saverio Mercadante, potendo così rappresentare altre sue composizioni presso il Teatro di San Carlo. Qui iniziò anche a comporre canzonette in Veneziano, attività che ancor oggi rappresenta il maggior motivo della sua fama.
Tornato a Venezia, il 31 maggio 1841 esordisce al Teatro La Fenice la sua opera Mastino I della Scala, su libretto di Giovanni Fontebasso, mentre il 14 maggio 1842 esordiva Gli avventurieri, su libretto di Felice Romani. Dello stesso anno è anche il suo primo lavoro di musica sacra, una Messa a quattro parti e piena orchestra.
Nel 1843 divenne direttore d'orchestra del teatro d'opera italiana a Berlino, divenendo poi precettore di corte per i figli del re di Prussia Federico Guglielmo IV. Si recò quindi a Dresda, capitale del Regno di Sassonia, quindi in Polonia, Russia e Francia, nel 1846, come direttore del Théâtre de la comédie italienne di Parigi.
L'anno successivo rientrò definitivamente a Venezia, dove diresse il suo Requiem a quattro, nella Basilica di San Marco e quindi, il 24 febbraio 1848, alla Fenice, l'opera Amleto, su libretto di Giovanni Peruzzini con Felice Varesi. 
Dopo la rappresentazione, il 16 febbraio 1850 della sua ultima opera Elisabetta di Valois, su libretto di Francesco Maria Piave con Raffaele Mirate a Venezia, si dedicò definitivamente alla musica sacra, accettando, nel 1855, il prestigioso ruolo di Maestro direttore della Cappella Marciana. 
Nel 1866 avviene la prima assoluta della cantata Venezia liberata al suo re con il testo di Jacopo Cabianca a Venezia alla presenza di Vittorio Emanuele II di Savoia.
Con altri musicisti fondò nel 1867 la "Società e Scuola Musicale Benedetto Marcello", istituzione che poi divenne il Conservatorio Benedetto Marcello. Tanta era la sua fama allora che nel 1868 Giuseppe Verdi lo invitò a partecipare alla composizione della Messa per Rossini, un grande Requiem da eseguirsi per l'anniversario della morte di Gioachino Rossini il 14 novembre 1869 nella Basilica di San Petronio a Bologna. La messa non fu mai eseguita, ma Buzzolla vi compose l'Introito e il Kyrie.
Nel 1871 si ritirò dalla direzione della Marciana e dalla vita pubblica, per poi morire, a Venezia, il 20 marzo 1871.

## Composizioni

### Musica Sacra
- Messa a quattro parti e piena orchestra
- Requiem a quattro
- Requiem aeternam e Kyrie della Messa per Rossini (1871 al Teatro La Fenice di Venezia con Teresa Stolz ed Achille De Bassini)
- Miserere, a tre voci
- altre composizioni per la Cappella Marciana rimaste inedite.

### Musica per pianoforte
- Sonata [n. 1] in mi bemolle maggiore, Op. 1
- Sonata n. 2 in sol maggiore
- Marziale in do maggiore
- Notturno in fa minore
- Due valzer

### Opere
- Ferramondo (Venezia, Teatro San Benedetto, 3 dicembre 1836)
- Mastino I° della Scala (Venezia, Gran Teatro La Fenice, 31 maggio 1841)
- Gli Avventurieri (Venezia, Gran Teatro La Fenice, 14 mai 1842)
- Amleto (Venezia, Gran Teatro La Fenice, 24 febbraio 1848)
- Elisabetta di Valois (Venezia, Gran Teatro La Fenice, 16 febbraio 1850)
- La puta onorata, (in dial. veneto, da Goldoni) incompiuta

### Canzonette profane
- Serate a Rialto, a una voce con accompagnamento di pianoforte
- Il gondoliere, raccolta di dodici ariette veneziane
- I giardinieri, duetto in veneziano
- La campana del tramonto
- La desolada
- La farfala
- Un baso in falo
- Un ziro in gondola
- Mi e ti
- El fresco
- El canto
- Cantata funebre dei caduti di Solferino e S. Martino